# Romowe

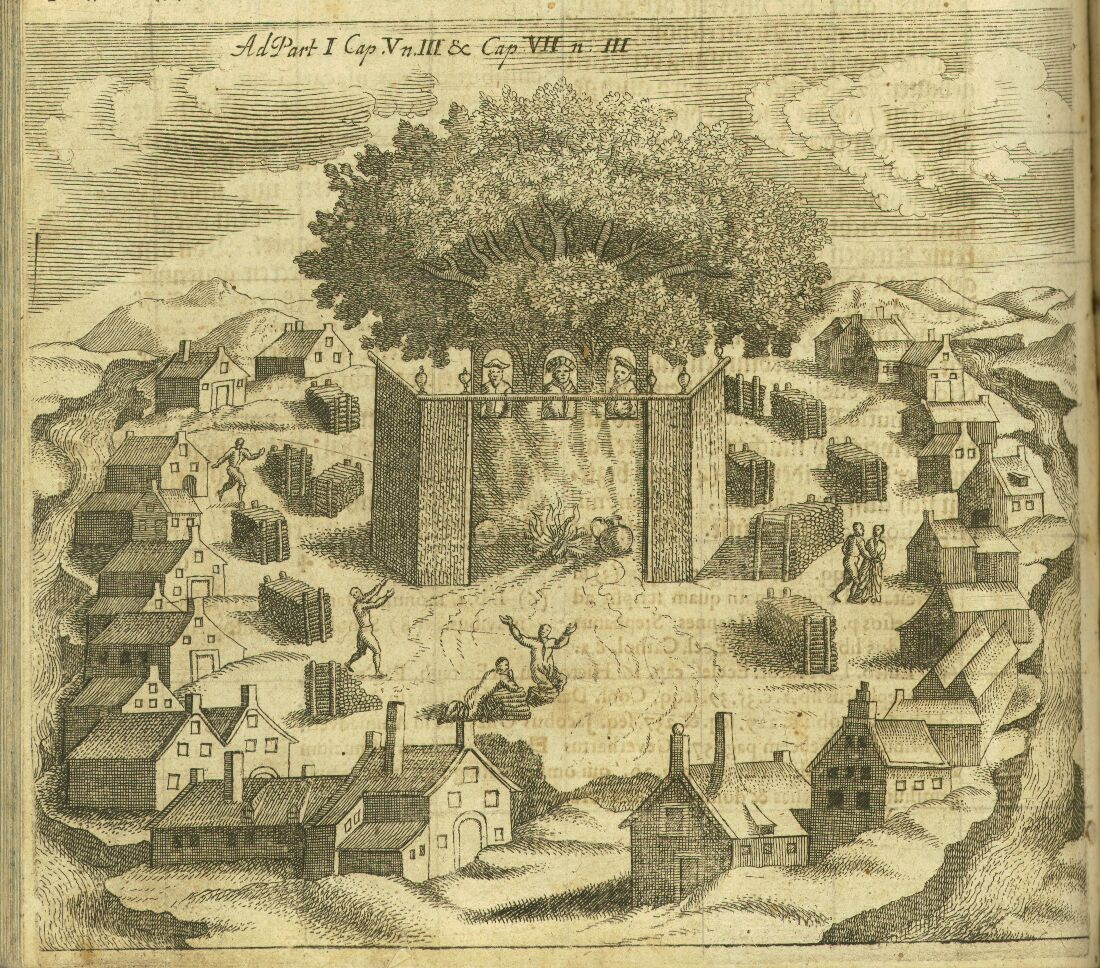
Romowe

Romowe – w religii etnicznej Bałtów miejsce, które stanowiło centrum kultu bałtyjskich bóstw. Miejsce to założone zostało przez Brutenusa, na obszarze zwanym Nadrowią. Był on bratem Widewuta i obaj uważani byli za legendarnych ojców-założycieli porządku kultowego i królewskiego na terenie Prus. W samym środku osi Romowe stał święty dąb, na którym znajdowały się figurki: Perkunsa, Patolla oraz Potrimpusa. Jak pisze Piotr z Dusburga Romowe było siedzibą Krewe (Crywo Cyrwaito).